# ديسوتو (سيارة)
ديسوتو (De Soto ) كانت علامة تجارية أمريكية للسيارات تم تصنيعها وتسويقها بواسطة قسم ديسوتو التابع لشركة كرايسلر من عام 1928 إلى عام 1961 النموذجي. حملت أكثر من مليوني سيارة وشاحنة ركاب علامة ديسوتو التجارية في أسواق أمريكا الشمالية أثناء وجودها. 

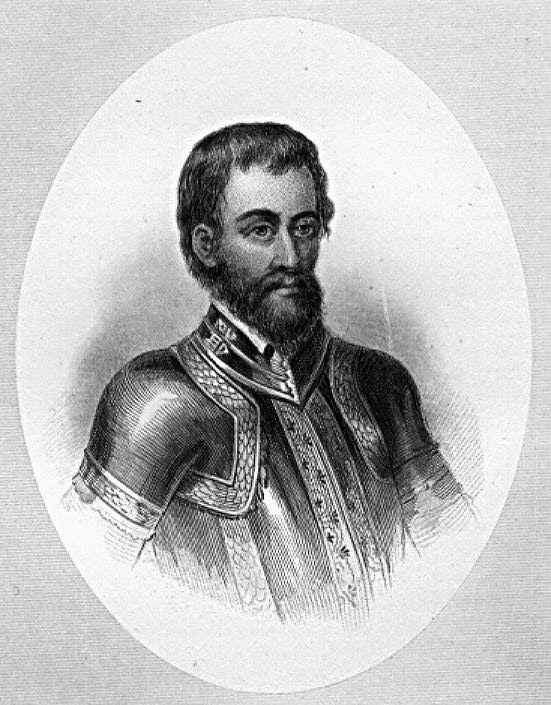
الفاتح الإسباني هيرناندو دي سوتو، الذي يحمل الاسم نفسه للعلامة التجارية

#### معرض 1929-1942

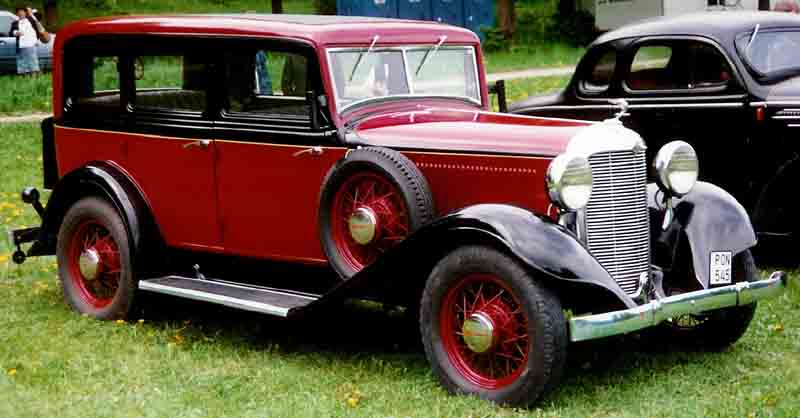
1932 DeSoto Six Series SC 4-Door Sedan
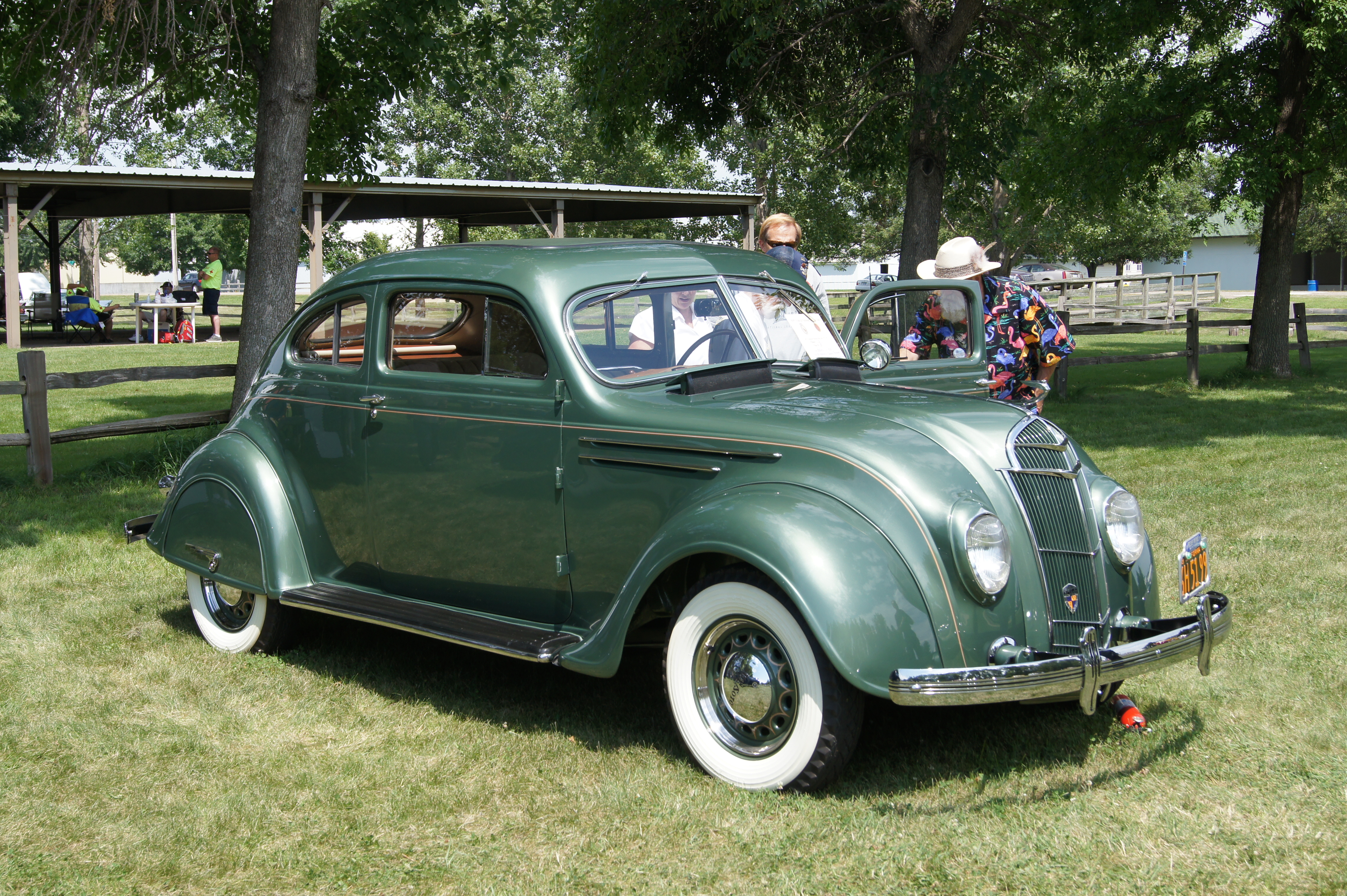
1935 DeSoto Airflow Series SG Business Coupe
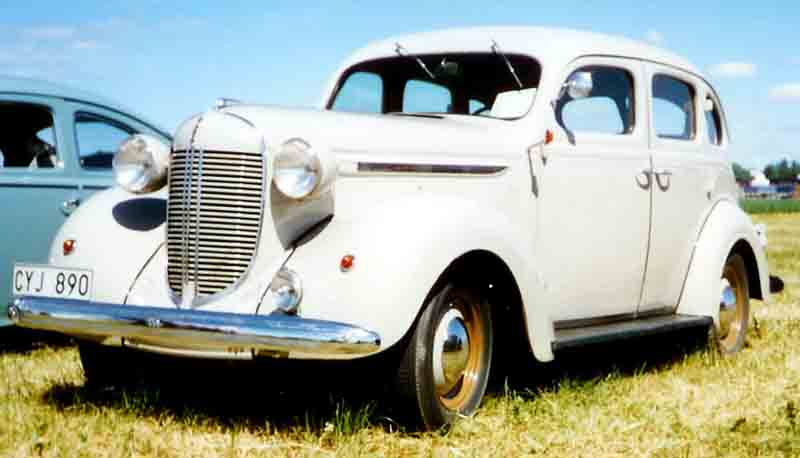
1937 DeSoto Six Series S-3 4-Door Sedan
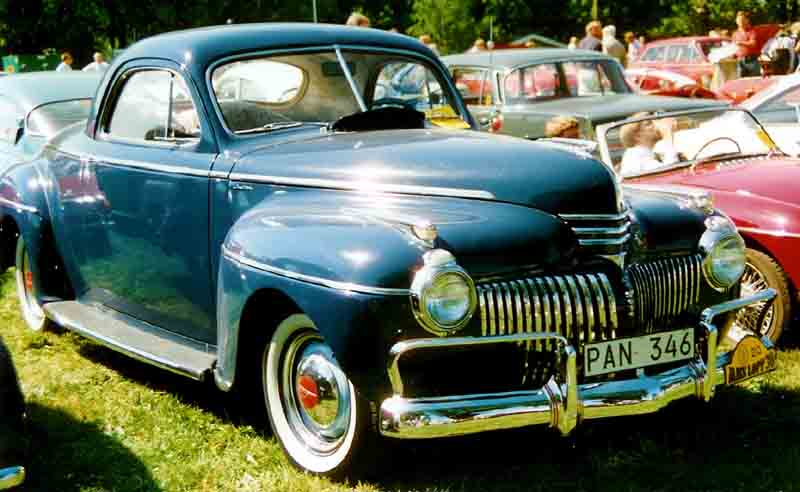
1941 DeSoto Six Series S-8 Custom Coupé
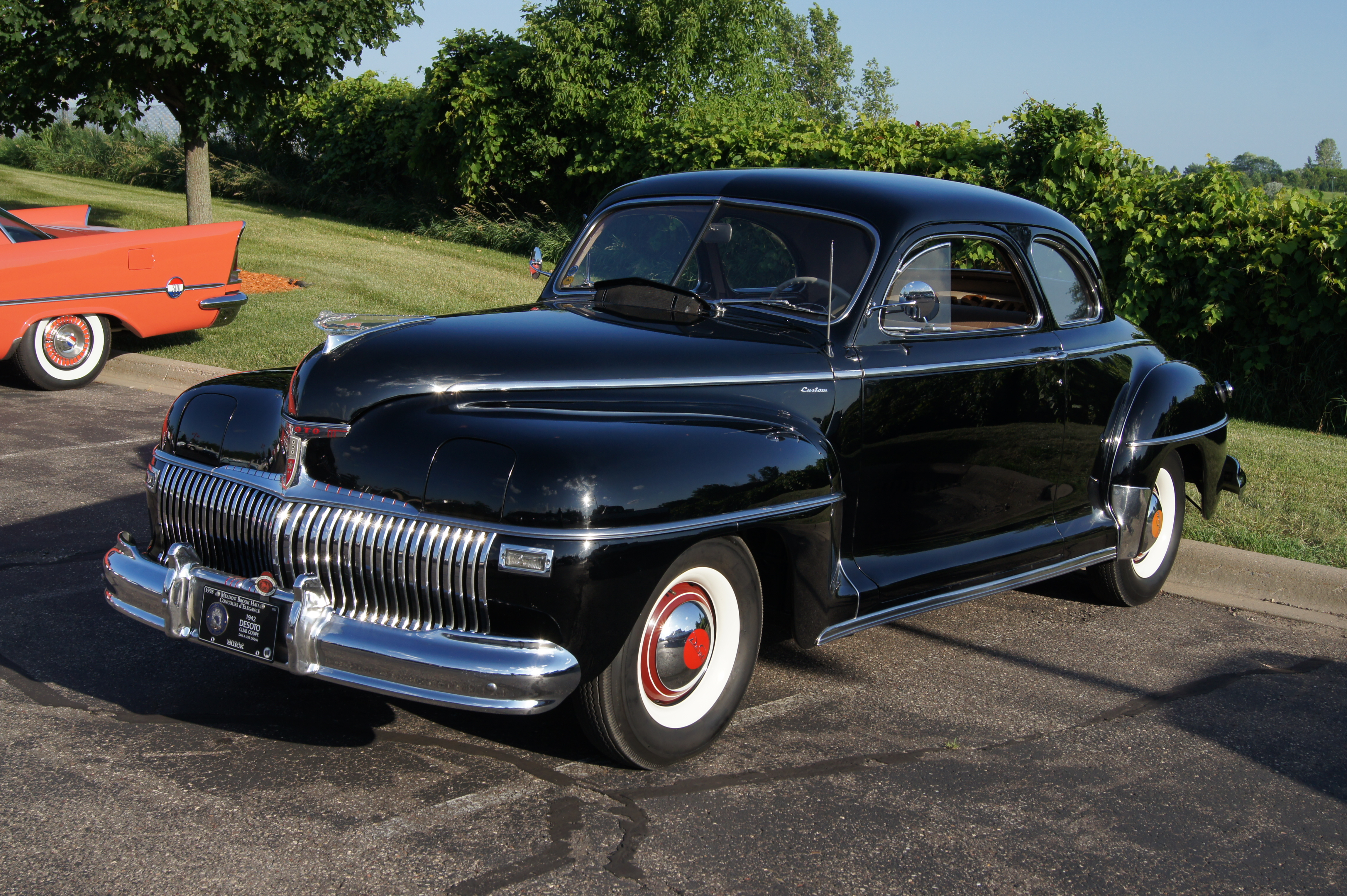
1942 DeSoto Custom Club Coupe

#### معرض 1946-1960

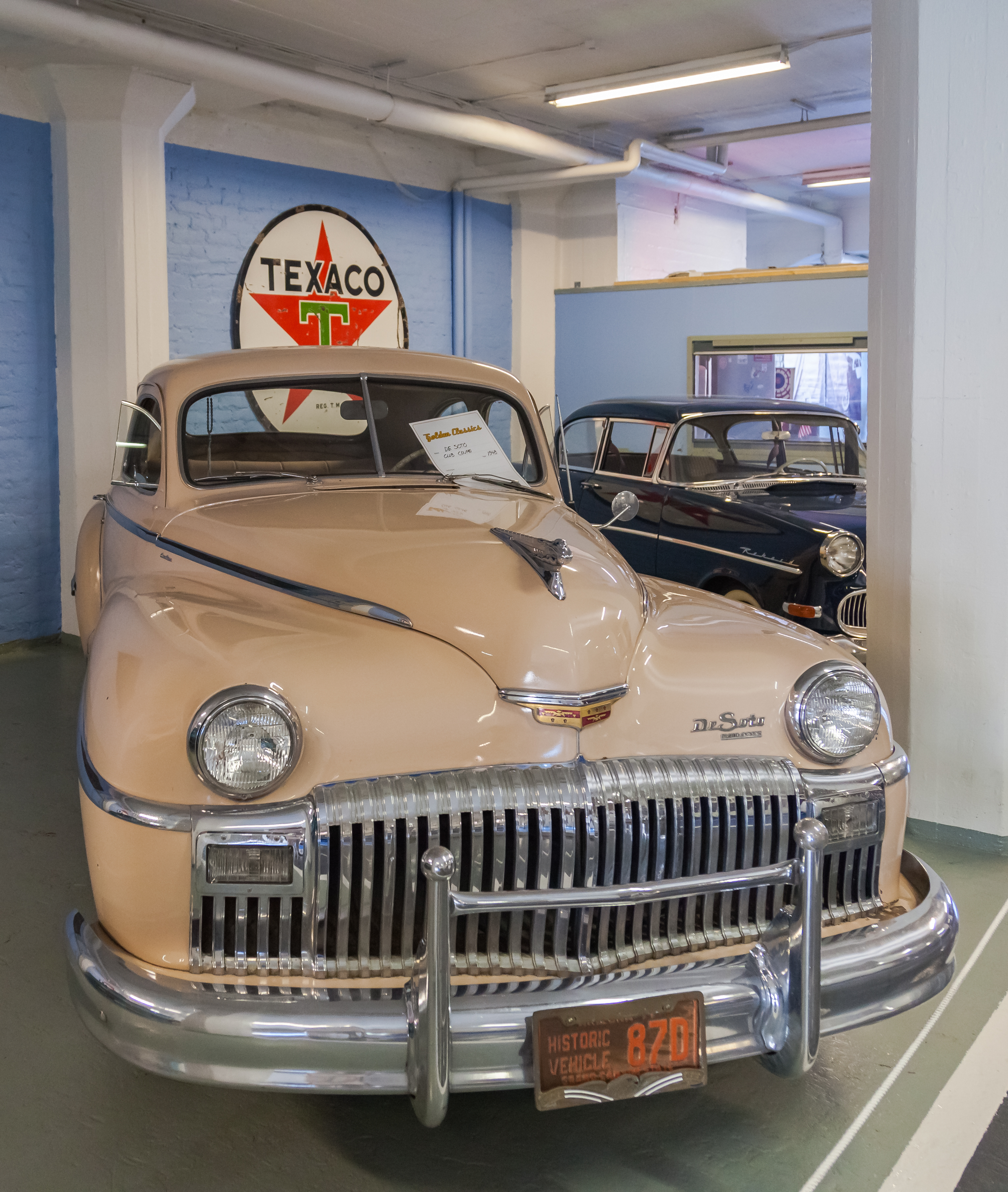
1948 DeSoto Club Coupe
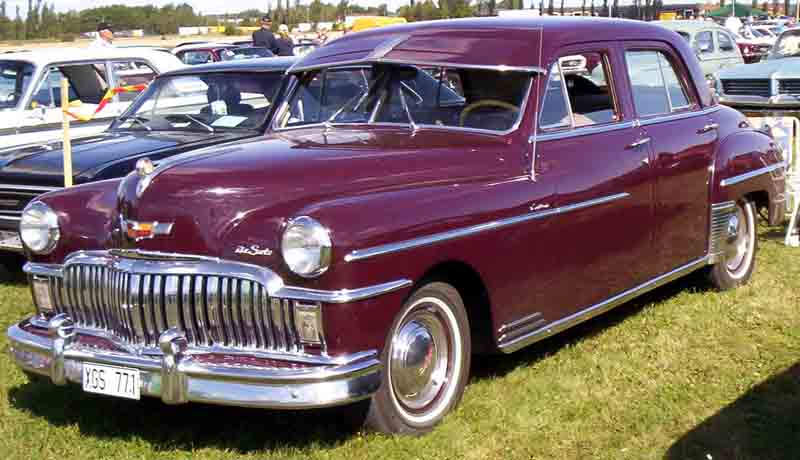
1949 DeSoto Custom 4-door sedan
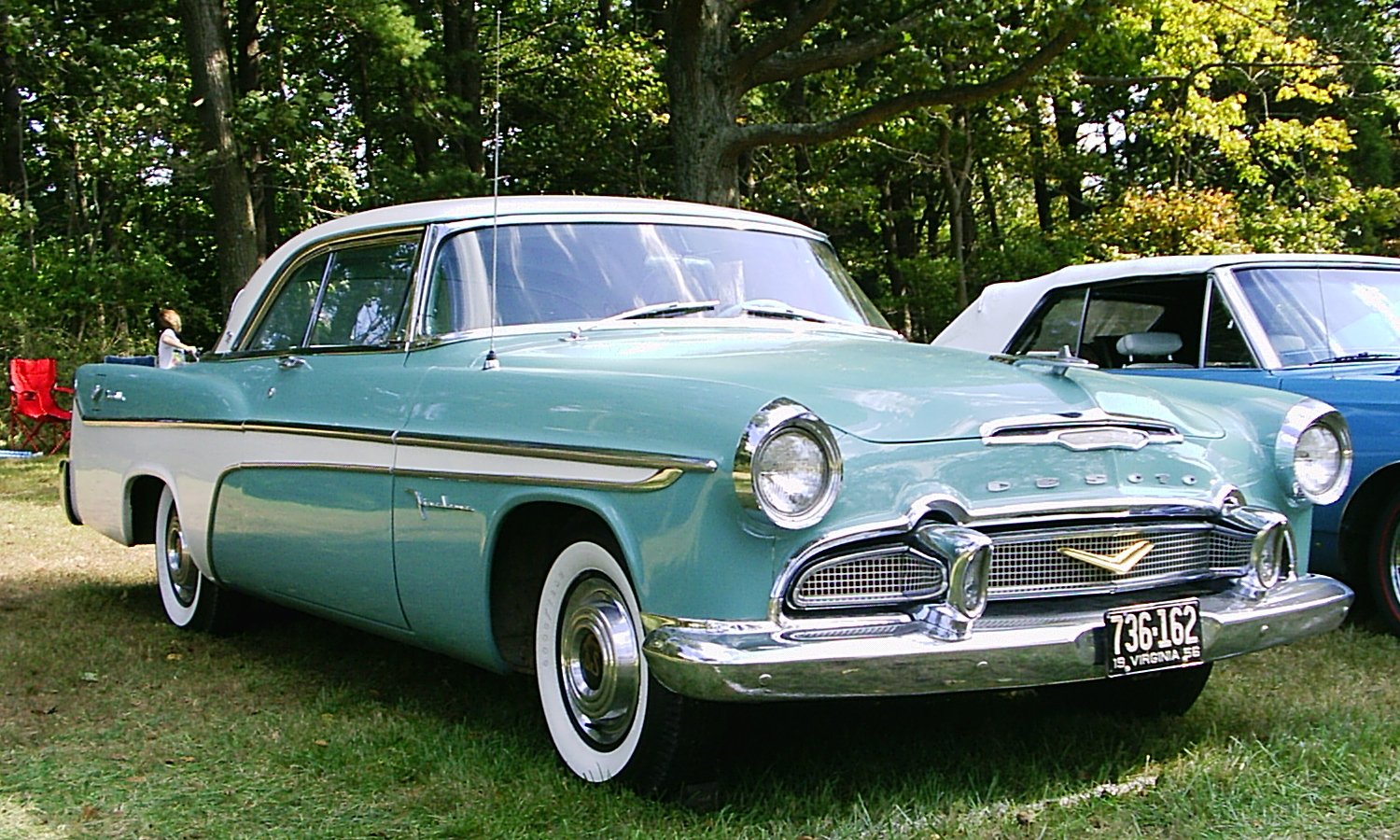
1956 DeSoto Firedome 2-door hardtop
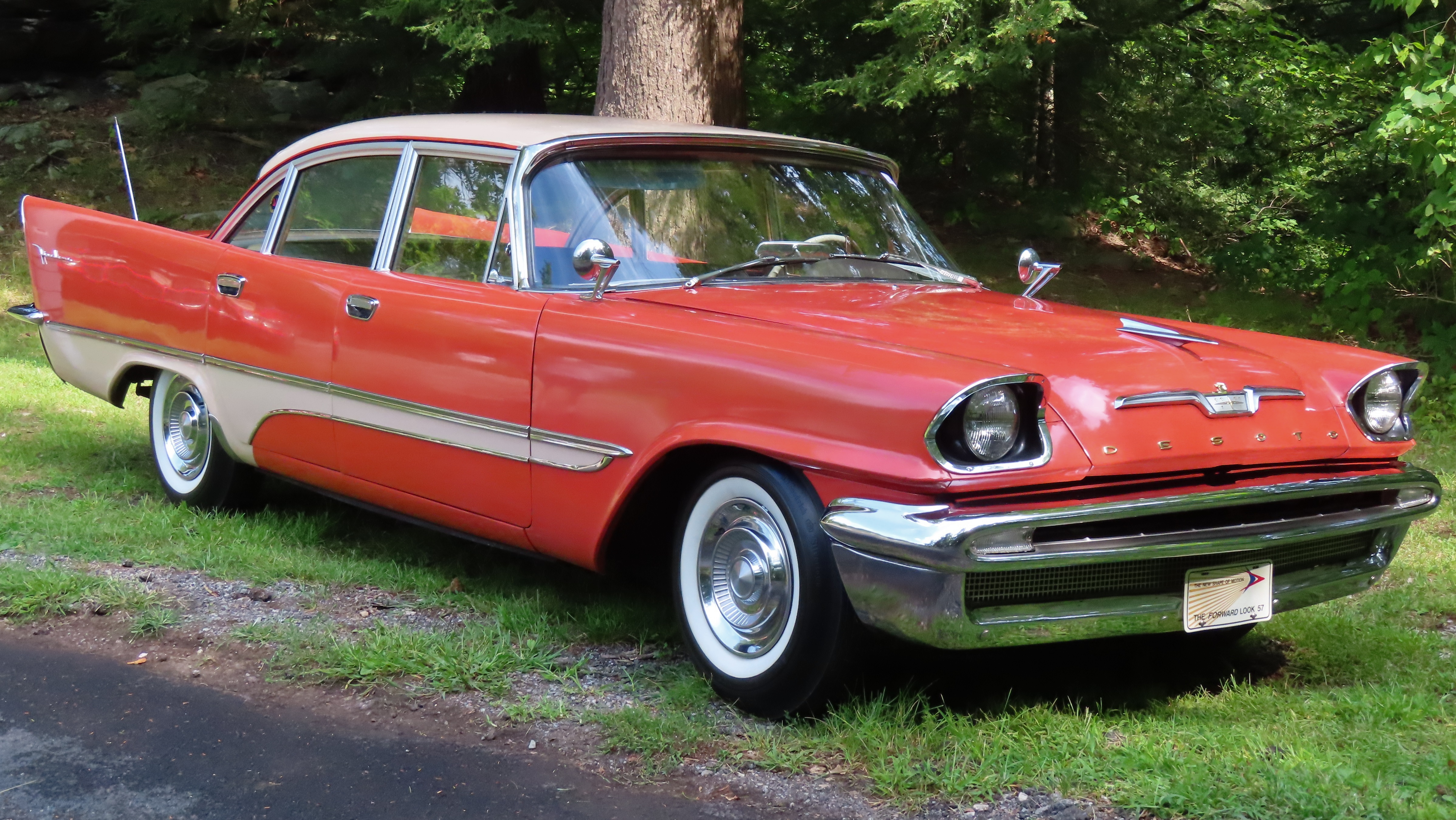
1957 DeSoto Firedome 4 Door Sedan
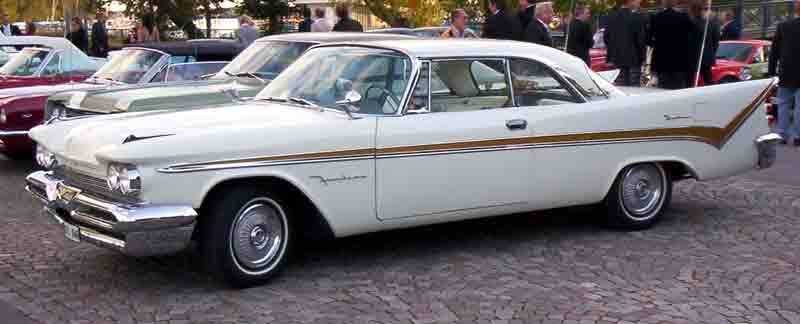
1959 DeSoto Firedome 2-Door Sportsman
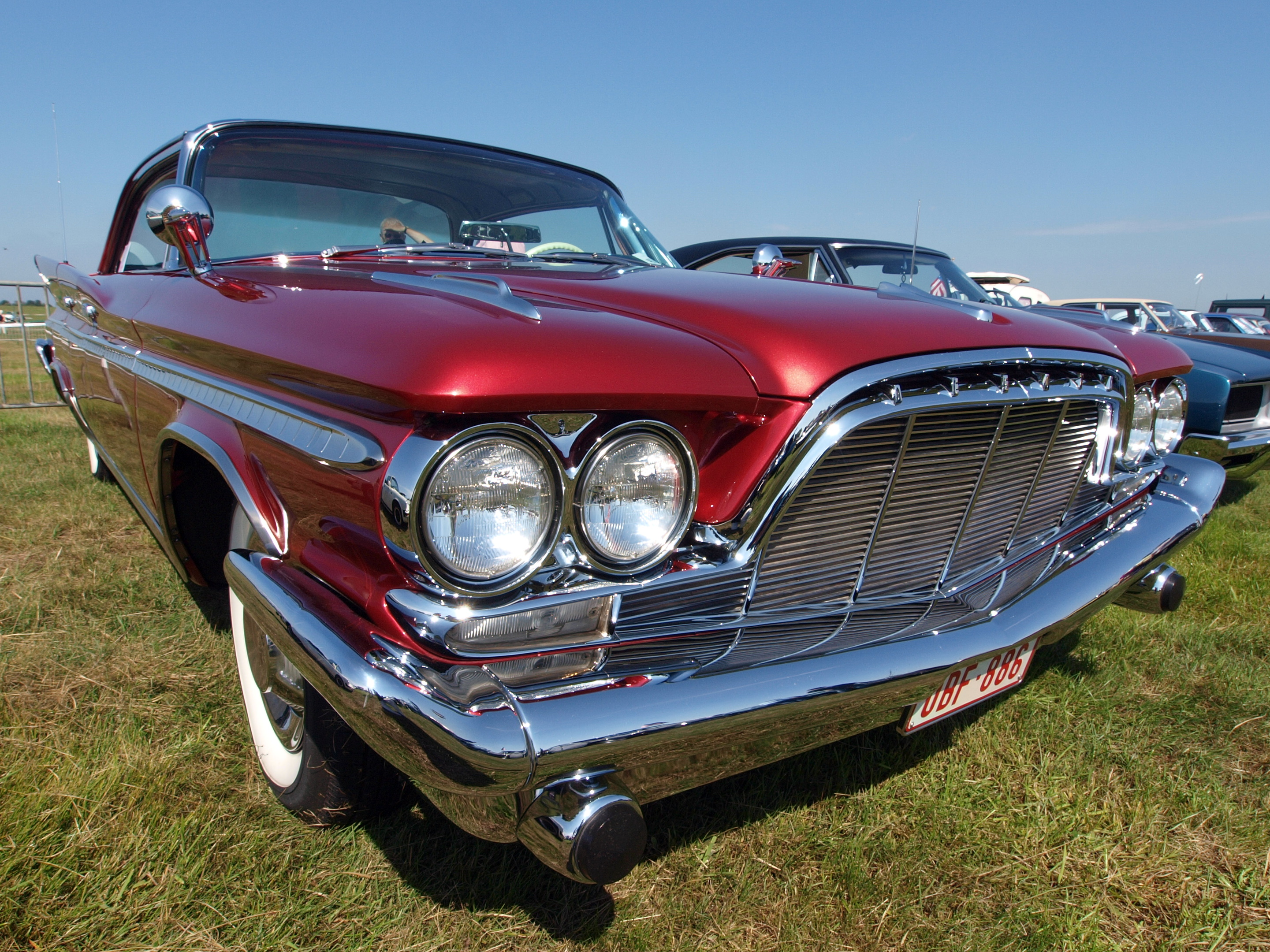
1960 DeSoto Adventurer

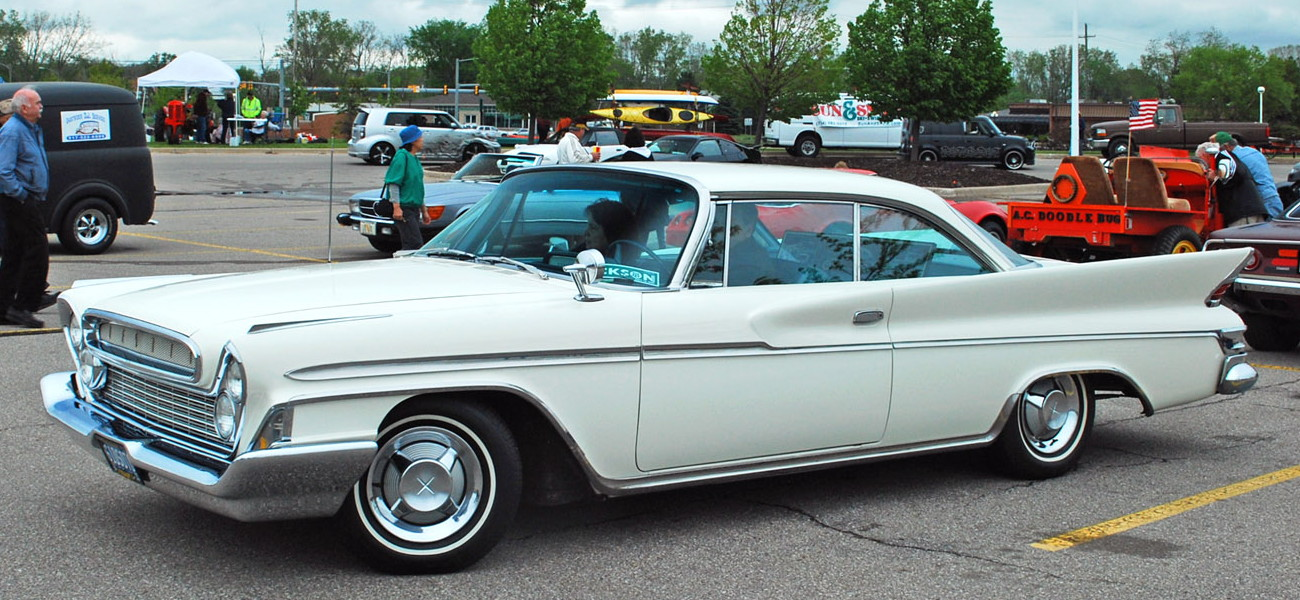
1961 ديسوتو فايرفلايت. على الرغم من طرازها العام ، تم تجميع هذه السيارة في عام 1960.

بحلول الوقت الذي تم فيه تقديم ديسوتو عام 1961 في خريف عام 1960، كانت الشائعات منتشرة على نطاق واسع بأن كرايسلر كانت تتجه نحو إنهاء العلامة التجارية، مدعومة بتخفيض الطرازات لعام 1960. لا شك أن تقديم نيوبورت منخفضة السعر إلى علامة كرايسلر التجارية الراقية قد أدى إلى تسريع قرار إنهاء إنتاج ديسوتو ، الذي كان مشابهًا جدًا في الحجم والتصميم والسعر والميزات القياسية.
تم الإعلان عن القرار النهائي بإيقاف شركة ديسوتو في 18 نوفمبر 1960، بعد 47 يومًا فقط من طرح طراز عام 1961. في ذلك الوقت، كانت مستودعات كرايسلر تحتوي على عدة ملايين من الدولارات في قطع غيار ديسوتو لعام 1961، لذلك قامت الشركة بزيادة الإنتاج من أجل استخدام المخزون. خرجت اخر سيارة ديسوتو من الخط في 30 نوفمبر. لم يتلق تجار كرايسلر وبليموث ، الذين أُجبروا على الاستحواذ على ديسوتو بموجب شروط اتفاقيات الامتياز الخاصة بهم، أي تعويض من كرايسلر عن ديسوتو غير المباعة في وقت الإعلان الرسمي. ومما زاد الطين بلة أن شركة كرايسلر استمرت في شحن السيارات خلال شهر ديسمبر، حيث تم بيع العديد منها بخسارة من قبل التجار الذين كانوا حريصين على التخلص منها. بعد استنفاد مخزون قطع الغيار، تمت تلبية عدد قليل من طلبات العملاء المعلقة بشركة كرايسلر ويندسور.

## الموديلات المصنعة
- K-SA series [الإنجليزية] (1929–1932)
- Six (1929–1942)
- SC-SD series (1933–1934)
- Airflow (1934–1936)
- Airstream (1935–1936)
- S-10 series [الإنجليزية] (1937–1942) [note1 1]
- Custom (1946–1952)
- Deluxe (1946–1952)
- Suburban (1946–1954)
- Firedome (1952–1959)
- Powermaster (1953–1954)
- Fireflite (1955–1960)
- Adventurer (1956–1960)
- Pacesetter (1956-1961)
- Firesweep (1957–1959)
- Rebel (1961-1963) (South Africa)
- Coupe Utility (car/truck) (Australia)
- Diplomat (Export)
- Truck [note1 2] (Argentina, Australia)